# 10720 Danzl
10720 Danzl eller 1986 GY är en asteroid i huvudbältet som upptäcktes den 5 april 1986 av Spacewatch vid Kitt Peak-observatoriet. Den är uppkallad efter den amerikanska amatörastronomen Nichole M. Danzl.